# 山西利治
山西 利治（やまにし としはる、1971年 - ）は、日本の作曲家。ゲームミュージックのフィールドで活動している。別名義にふぁんきい素浪人がある。

## 来歴
テクノソフトが1990年に発売した『サンダーフォースIII』で作曲家としてデビュー。それ以降、サウンドクリエイターとして『エレメンタルマスター』や『サンダーフォースIV』などに参加した。
1995年にガストに移籍。『ファルカタ 〜アストラン・パードマの紋章〜』や『マリーのアトリエ 〜ザールブルグの錬金術士〜』等の作曲を手掛けた。
ガスト退社後、有限会社アズゲームの設立に参画。後にかつて勤務していたテクノソフト出身の九十九百太郎が所属するノーブランドサウンズを経て、後継会社の有限会社Factory Noise&AG（FNAG）に参加する。FNAG社は2007年にサンダーフォースシリーズの同人作品であるBROKEN THUNDERの未完成騒動を引き起こす（詳細は記事参照）。これを受け、同僚の作曲家である椎名治美、石川ナオトと共にFNAG社を離脱。株式会社アムーヴを設立し、自ら代表を務めた。
2009年、ウィルブランドのPULLTOP公式サイトにて、同ブランドの新作ゲームの作曲担当がアムーヴからEXELIONに交代した旨が告知された。ほぼ同時期に、個人サイト及びアムーヴの公式サイトにアクセスできなくなっていることが確認され、これ以後山西の活動状況が不明な状態が続いていた。
2013年5月31日、EXELIONへの加入が発表された。

## 商業参加作品一覧

### テクノソフト在籍時
- サンダーフォースIII
- サンダーフォースIV
- エレメンタルマスター
- デビルクラッシュMD
- 熱血親子

### ガスト在籍時
- ファルカタ 〜アストラン・パードマの紋章〜
- メールプラーナ
- マリーのアトリエ
- エリーのアトリエ 〜ザールブルグの錬金術士2〜

### アズゲーム在籍時
- セガガガ

### ノーブランドサウンズ在籍時
- PINK PANZER
- CANNONBALL 〜ねこねこマシン猛レース!〜
- チェリーボーイにくびったけ
- Forest

### Factory Noise&AG在籍時
- あやかしびと
- PRINCESS WALTZ
- 遥かに仰ぎ、麗しの

### アムーヴ在籍時
- 超昂閃忍ハルカ

## 同人参加作品一覧

### 東方アレンジCD
- 「BorderLine」（FNAG-0002）
- 東方紫香花 〜 Seasonal Dream Vision.（TORA-00009）
- 「WindAge」 （FNAG-0005）
- 「Time Limit ~Eternity~」 （FNAG-0011）
- 「CatHolic」 （GYROMiX、GMIX-0001）
- 「東方詞華集 参」 （とらのあな）
- 「SCAPEGOAT」 （GYROMiX、GMIX-0004）
- 「GODMOTHER」 （Mad Tea Party、MTPD-0002）

### ゲームアレンジCD
- お願いお星さまアレンジサウンドトラック Twinkle Star（PU-D003）
- ティンクル☆くるせいだーす初回限定盤特典CD きらきらサウンドステージ

### その他
- 「SPIRIT OF STONE」（虎猫工務店、TRNK-0001）

## 個人CD
1. 「WANDERINGS」（FNAG-0006）
2. 「WANDERINGSⅡ」（FNAG-0013）

## 関連人物
- 九十九百太郎
- 大谷智巳
- 吉田猛
- 椎名治美
- Xacs石川
- Studio A`